# Generalni Protektorat da Umiri Zapad
Generalni Protektorat da Umiri Zapad, Veliki Generalni Protektorat da Umiri Zapad ili Protektorat Anxi (640. – 790.) bio je kineska vojna granica koju je uspostavila Dinastija Tang 640. godine da bi nadzirala područje od Tanšana do Pamirskog gorja. Sjedište mu je bilo u kineskoj prefekturi Xizhou, ali je kasnije pomjeren u Kuchu i ostao je tamo tijekom većeg dijela postojanja protektorata. Četiri Posade Anxija su kasnije postavljene kao pomoć vojnoj vlasti.

## Popis generalnih protektora
Popis velikih i pomoćnih kineskih protektora da Umire Zapad:
- Yang Zhou (杨胄) 651－662
- Su Haizheng (苏海政) 662
- Gao Xian (高贤) 663
- Pilou Shiche (匹娄式彻) 664
- Pei Xingjian (裴行俭) 665
- Tao Dayou (陶大有) 666－667
- Dong Baoliang (董宝亮) 668－671
- Yuan Gongyu (袁公瑜) 671－677
- Du Huanbao (杜环宝) 677－678, 681－682
- Wang Fangyi (王方翼) 679－681
- Li Zulong (李祖隆) 683－686
- Wang Shiguo (王世果) 686－687
- Yan Wengu (阎温古) 687－689
- Tang Xiujing (唐休璟) 689－690
- Jiu Bin (咎斌) 690－693
- Xu Qinming (许钦明) 694－695
- Gongsun Yajing (公孙雅靖) 696－698
- Tian Yangming (田扬名) 698－704
- Guo Yuanzhen (郭元振) 705－708, 709－710
- Zhou Yiti (周以悌) 708－709
- Zhang Xuanbiao (张玄表) 710－711
- Lu Xiujing (吕休璟) 712－716
- Guo Qianguan (郭虔瓘) 715－717, 720－721
- Li Cong (李琮) 716
- Tang Jiahui (汤嘉惠) 717－719, 730
- Zhang Xiaosong (张孝嵩) 721－724
- Du Xian (杜暹) 724－726
- Zhao Yizhen (赵颐贞) 726－728
- Xie Zhixin (谢知信) 728
- Li Fen (李玢) 727－735
- Zhao Hanzhang (赵含章) 728－729
- Lu Xiulin (吕休琳) 729－730
- Lai Yao (莱曜) 730－731
- Xu Qinshi (徐钦识) 731－733
- Wang Husi (王斛斯) 733－738
- Ge Jiayun (盖嘉运) 738－739
- Tian Renwan (田仁琬) 740－741
- Fumeng Lingcha (夫蒙灵詧) 741－747
- Gao Xianzhi 747－751
- Wang Zhengjian (王正见) 751－752
- Feng Changqing 752－755
- Liang Zai (梁宰) 755－756
- Li Siye 756－759
- Lifei Yuanli (荔非元礼) 759－761
- Bai Xiaode (白孝德) 761－762
- Sun Zhizhi (孙志直) 762－765
- Guo Xin (郭昕) 762－787